# Mega Channel
Mega Channel, також відомий як Mega TV — телевізійна мережа в Греції, перший приватний телеканал у Греції, заснований 20 листопада 1989 року. Належить компанії Teletypos S.A. Певний час телеканал належала холдингу Lambrakis Press Group Христоса Ламбракіса.
Студії телеканалу розташовані на проспекті Месогіон в Афінах. Попередньо базувався у передмісті Афін муніципалітеті Пеанія.
Mega Channel транслює здебільшого програми розважального профілю — комедії, телесеріали, ток-шоу, а також новини, програми, присвячені поточним подіям в країні і світі. Головний конкурент Mega Channel в сегменті розважального сімейного телебачення — телеканал ANT1, з яким вони постійно змагаються у популярності серед греків.

## MEGA Cosmos
MEGA Cosmos — міжнародна мережа грецького телеканалу Mega Channel, який транслює найкращі продукти Mega Channel. Мовлення розповсюджене в країнах Європи, Північної Америки, Австралії. Перший канал розпочав своє мовлення у 2000 році, але був знятий з ефіру в Австралії через якийсь час у зв'язку з проблемами із контрактами. 2005 року MEGA Cosmos стала знову доступною в Австралії, Новій Зеландії, Азії та Африці завдяки новій угоді, підписаній з UBI World TV. У жовтні 2007 року канал розпочав мовлення в Канаді через Ethnic Channels Group на каналах Rogers Cable, Bell TV і NEXTV (IPTV-провайдера).